# Feltiella acarisuga
Espèce
Feltiella acarisuga est une espèce d'insectes diptères, une petite mouche de la famille des Cecidomyiidae. Elle est originaire d'Europe occidentale et du bassin méditerranéen.
C'est une cécidomyie prédatrice qui s'alimente aux dépens de diverses espèces d'acariens phytophages.
Elle est commune en présence de colonies d'acariens, mais nécessite une grande densité de proies et une forte humidité pour s'établir.
Cette espèce est utilisée comme agent de lutte biologique, en particulier dans la région OEPP, où elle est commercialisée depuis 1995 pour lutter contre Tetranychus urticae et Tetranychus cinnabarinus dans les cultures sous serre. 